# Jean-Pierre Pury
Pour les articles homonymes, voir Pury.
Jean-Pierre Pury ou Purry, né en 1675 à Neuchâtel et mort le 17 août 1736 à Purrysburg, est un géographe, colonisateur et explorateur neuchâtelois. Il est notamment connu pour ses théories sur le climat et pour la fondation de la colonie de Purrysburg en Caroline du Sud.

## Biographie

### Naissance et premières années
Jean-Pierre Pury est le fils de Henry Pury (1652-1675), potier d'étain, et de Marie Hersler (de Pierre). Son père meurt alors qu'il est à peine né et sa mère se remarie rapidement avec Louis Quinche, un membre du Grand Conseil de Neuchâtel. En 1695, il hérite de sa mère décédée et se marie le 24 septembre avec Lucrèce Chaillet, fille de Charles, pasteur de Serrières. Jean-Pierre a eu huit enfants avec Lucrèce : Charles (3 juillet 1696 - juin 1754), François-Louis, Marie-Marguerite, Rose, Lucrèce, Jean-Henry, David (19 janvier 1709 - 31 mai 1786) et Marie, dite Manon. Quatre d'entre eux sont morts en bas âge entre 1700 et 1709. Le 13 mai 1709, Jean-Pierre Pury devient maire de Lignières. La même année, un incendie ravage la maison de la famille et Jean-Pierre se retrouve dans une situation précaire. Il est obligé de demander de l'aide à ses frères Quinche pour subvenir aux besoins des siens. Il essaye également de se refaire une santé financière en se lançant dans l'exportation de vin neuchâtelois vers la Hollande et l'Angleterre, mais le 15 septembre 1711, c'est la banqueroute. La cour de Justice de Neuchâtel décide de la mise sous curatelle de ses biens par le bourgeois Maitre Martinet. Sa famille a jugé que c'était le meilleur moyen pour liquider ses affaires de manière convenable. Vu le mauvais état de ses affaires, Jean-Pierre démissionne alors de son poste à la mairie de Lignière le 17 septembre 1711. 

### L'engagement auprès de la Hollande et la naissance du rêve colonial
Mai 1713, Jean-Pierre Pury monte à bord du Prins Eugenius à destination de Batavia. Il est engagé comme caporal pour la chambre d’Amsterdam des Indes orientales ou Dutch East India Company. On sait peu de choses sur son séjour à Batavia. Il aurait été utilisé comme lecteur de français et peut-être aurait dirigé la petite congrégation calviniste française de la colonie. Il y a des incohérences et des lacunes dans les payements que la compagnie lui aurait fait. Il n’y a pas d’info sur son salaire et on pense qu’il aurait pu être payé par ses congélateurs. Après une escale au Cap Vert et en Afrique du Sud, il arrive finalement à Batavia en février 1714. Pendant son contrat, il se serait aventuré sur les côtes Sud de l’Australie près de la péninsule d'Eyre. On appelle cette région et ces îles la Terre de Nuyts du nom d’un membre du Conseil des Indes à bord du Gulden Zeepaard qui a vu en premier, Pieter Nuyts.  
À l'occasion de ses voyages, les observations de Pury l'amène à élaborer une théorie climatologique qui définirait les lieux parfaits pour la colonisation la plus efficace. Convaincu de la pertinence et de la véracité de ses théories, Jean-Pierre Pury à la ferme intention de fonder une colonie lui-même et de faire ainsi fortune. C'est pourquoi, en 1718, il publie Mémoire sur le Pays des Cafres et la Terre de Nuyts, par rapport à l'utilité que la Compagnie des Indes Orientales en pourroit retirer pour son commerce à l'attention de Christophel von Swol, gouverneur général des opérations de la V.O.C. à Batavia. Dans cet ouvrage, Pury défendait l'idée qu'il existait douze climats entre les pôles et l'équateur et que le cinquième, situé environ à 33° de latitude, était le meilleur pour la colonisation. Il mettait surtout en avant le fait que la terre était extrêmement fertile à cette latitude ce qui a été rapidement écartée par la postérité. Quoi qu'il en soit Pury a présenté cette thèse dans l'espoir de recevoir l'autorisation et le soutien de la part de Von Swol pour la fondation de colonie en Australie ou en Afrique du Sud qui se trouvaient toutes deux dans le lieu optimal. Mais Van Swol ne croit pas aux théories de Pury et refuse catégoriquement de donner suite à ses requêtes. La dispute entre les deux hommes semble avoir forcé Pury à quitter Batavia et à s'adresser directement à la chambre de la Compagnie à Amsterdam par un second ouvrage de la même nature. Le projet de Pury pour la colonisation de l'Afrique du Sud ou de l'Australie sera examiné et définitivement enterré en 1719. 

### La fondation de Purrysburg
Après une brève collaboration avec la France, Jean-Pierre Pury se tourne vers le roi de Grande-Bretagne par le biais de son ambassadeur à Paris, Horace Walpole, et manifeste sa volonté de fonder une colonie en Caroline du Sud. C'est ainsi que le duc de Newcastle reçoit l'ouvrage De l'état présent de la Caroline et sur les moyens de l'améliorer, en juillet 1724. Le Board of Trade examine la faisabilité et la légalité du projet. Mr. Shelton, secrétaire des Lords Propriétaires de la Caroline est alors convoqué pour discuter des propositions. En juin 1726, alors que Jean-Pierre Pury et les Lords Propriétaires étaient parvenus à un accord, qu'une centaine de personnes s'étaient réunies à Neuchâtel pour le départ vers l'Amérique, les Lords refusèrent de financer le voyage pour les colons. N'ayant pas les ressources nécessaires pour payer lui-même, Pury se vit obligé de quitter son pays pour échapper à la vindicte populaire. Cette débâcle a causé beaucoup de tort à sa crédibilité mais également à celle des Propriétaires. 
Téméraire, il reste accroché à son rêve. La Couronne britannique a repris la Caroline aux Lords Propriétaires et a mis en place un nouveau gouverneur, Robert Johnson. C'est l'occasion pour Pury de tenter sa chance à nouveau. En 1730, de nouvelles négociations s'ouvrent avec le Royaume-Uni. Une pétition écrite en français le 9 juillet 1730, reprenant les grandes lignes de 1726 est fait au Board of Trade. 600 émigrés suisses protestants doivent arriver en Caroline en 6 ans. En échange, 12000 âcres de terrain seront offertes à Pury et il n'y aura pas de taxes pour les émigrés durant les premières années. Pury se rend en Caroline en 1731 et choisit le lieu exact de la fondation de Purrysburg. Il commence également une campagne de propagande avec des tracts, Descriptions abrégée de la Caroline, qui décrivent l'endroit comme un second paradis terrestre. En 1732, le premier convoi de colons arrive et Purrysburg est enfin fondée. 
La colonie se développe mais rencontre différents problèmes. Les récoltes ne suffisent pas à nourrir tout le monde et le paludisme fait des ravages. Jean-Pierre Pury meurt en 1736 de la malaria. Plusieurs familles quittent alors Purrysburg pour d'autres colonies comme Charlestown ou Savannah. La ville continue cependant d'exister puisqu'elle est un lieu de passage et de traversée du fleuve mais ne fait que subsister, jusqu'à disparaître complètement durant le XIXe siècle.

## Œuvre
- Mémoire sur le pais des Cafres et la terre des Nuyts : Par rapport à l’utilité que la Compagnie des Indes orientales pourroit en retirer pour son commerce, Chez Pierre Humbert, Amsterdam, 1718.
- Second mémoire sur le pais des Cafres et la terre des Nuyts : Servant d'éclaircissement aux propositions faites dans le premier, pour l'utilité de la Compagnie des Indes orientales, Chez Pierre Humbert, Amsterdam, 1718.
- Mémoire présenté à Sa Gr. Mylord Duc de Newcastle ... sur l'état présent de la Caroline et sur les moyens de l'améliorer, Londres, G. Bowyer, 1724.
- Spéculation sur les changes étrangers, pour la commodité des banquiers et autres négociants, contentant le juste rapport avec les principales place d’Europe, Paris, Chez Knapen, 1726.
- Description abrégée de l’état présent de la Caroline Méridionale, Neuchâtel, 1732.